# SS-Truppenübungsplatz Böhmen

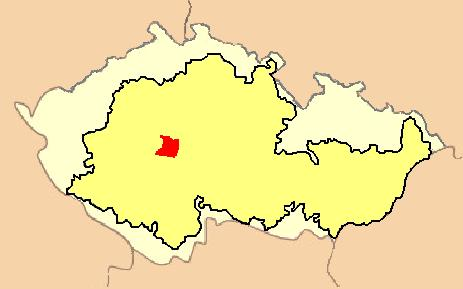
Zone militaire SS en Bohême centrale, 1942-45.

La SS-Truppenübungsplatz Böhmen était l'une des zones d'entraînement de la Waffen-SS sur le territoire du protectorat de Bohême-Moravie durant la Seconde Guerre mondiale. À l'origine, elle était appelé SS-Truppenübungsplatz Beneschau, car elle était située près de la ville de Benešov.
Les unités SS de la SS-Truppenübungsplatz Böhmen furent utilisées pour former le Kampfgruppe Wallenstein, qui opéra lors de la répression infructueuse de l'armée de libération du général Andrey Vlasov lors de l'insurrection de Prague.